# جان دیاک
جان دیاک (انگلیسی: Jon Deak؛ زادهٔ ۲۷ آوریل ۱۹۴۳) آهنگساز اهل ایالات متحده آمریکا است.
وی همچنین برندهٔ جوایزی همچون برنامه فولبرایت شده‌است.